# ان‌جی‌سی ۶۷۳۸
ان‌جی‌سی ۶۷۳۸ (انگلیسی: NGC 6738) یک خوشه باز در صورت فلکی عقاب است.